# محاکمه (رمان)
محاکمه (به آلمانی: Der Prozess) رمانی ناتمام از فرانتس کافکا است که اولین بار در سال ۱۹۲۵ چاپ شد. این کتاب از مشهورترین آثار کافکا است و داستان مردی است که به دست حاکمی خارج از صحنه و غیرقابل دسترسی، و به جرمی که هرگز ماهیتش نه برای خواننده و نه برای خودش مشخص نمی‌شود، دستگیر و مجازات می‌شود.
مانند سایر آثار کافکا محاکمه هم کامل نشد؛ اگرچه، فصلی دارد که در آن داستان به سرانجامی می‌رسد. پس از مرگ کافکا، دوست و فعال ادبی‌اش ماکس برود نوشته‌ها را برای چاپ آماده کرد.

## اقتباس‌ها
فیلم محاکمه یک بار در سال ۱۹۶۲ توسط اورسن ولز و یک بار هم بر اساس فیلمنامه هرولد پینتر که برگرفته از همین رمان بود، در سال ۱۹۹۳ ساخته شد.

## ترجمه به فارسی
محاکمه تاکنون پنج بار به فارسی برگردانده شده است:
- علی‌اصغر حداد، نشر ماهی (شابک: ۹۷۸–۹۶۴–۹۹۷۱–۵۴–۴)
- امیرجلال‌الدین اعلم، نشر نیلوفر (شابک: ۹۷۸–۹۶۴–۴۴۸–۱۳۴–۵)
- منوچهر بیگدلی خمسه، نشر نگارستان کتاب (شابک: ۹۷۸–۶۰۰–۵۵۴۱–۳۶–۶)
- محمد رمضانی، نشر آسو (شابک:١–٩٥–٧٢٢٨–٦٠٠–٩٧٨)
- حسینقلی جواهر چی، انتشارات فرخی (تحت شماره ۱۲۰۰ در بهمن ۱۳۵۴ در دفتر مخصوص کتابخانه ملی به ثبت رسیده است)